# Sicyonia laevis
Sicyonia laevis är en kräftdjursart som beskrevs av Charles Spence Bate 1881. Sicyonia laevis ingår i släktet Sicyonia och familjen Sicyoniidae. Inga underarter finns listade i Catalogue of Life.